# Нытшка, Ян Богумил
Ян Богумил Нытшка, другой вариант фамилии — Нычка (в.-луж. Jan Bogumił Nytška,  Nyčka, 18 февраля 1825 года, Войерецы, Лужица, Саксония — 26 февраля 1904 года, Шарлотенбург около Берлина, Германия) — лужицкий писатель и педагог. Писал на верхнелужицком и нижнелужицком языках.

## Биография
Родился 18 февраля 1825 года в городе Войеруцы в семье портного. Обучался на педагогических курсах в Боркгаморе, затем продолжил обучение в педагогическом училище в Старой-Дарбне. После получения педагогического образования преподавал в серболужицкой деревне Шпрецы, с 1846 года по 1858 года — в Дюссельдорфе и с 1858 года по 1894 год — в Эссене. В 1873 году вступил в серболужицкое культурно-просветительскую организацию «Матица сербская». В 1894 году вышел на пенсию и поселился в Шарлоттенбурге в окрестностях Берлина.
Публиковал свои очерки в серболужицкой газете «Serbske Nowiny» и литературном журнале «Łužičan». В 1876 году опубликовал в журнале «Časopis Maćicy Serbskeje» лингвистическое исследование «Delnjołužiski dodawki» (Нижнелужицкие дополнения).